# Recettore delle endoteline di tipo B
Il recettore delle endoteline di tipo B, anche noto come ETB, è un recettore accoppiato a proteina G.